# 오리 이원익 영우
오리 이원익 영우(梧里 李元翼 影宇)는 대한민국 경기도 광명시 소하동, 충현서원에 있는 조선 중기의 문신 오리 이원익(1547∼1634) 선생의 영정을 모신 사당이다. 1996년 12월 24일 경기도의 유형문화재 제161호로 지정되었다.

## 개요
조선 중기의 문신 오리 이원익(1547∼1634) 선생의 영정을 모신 사당이다. 이원익 선생은 선조∼인조 때 영의정을 지낸 분으로 성품이 소박하고 청렴 결백한 삶을 살았다.
이 사당은 충현서원 안에 선생의 종택과 함께 남향으로 자리잡고 있으며 숙종 19년(1693)에 지었다고 한다. ‘오리영우’라는 현판은 숙종이 내린 것이다.
규모는 앞면 1칸·옆면 2칸이고, 지붕은 옆면이 사람 인(人)자 모양인 맞배지붕이다. 평면은 정사각형인데 앞면에 퇴칸을 두어 출입구가 안쪽으로 들어가 있기 때문에 옆면이 2칸이 되었다. 지붕 처마를 받치기 위해 기둥 윗부분에 만든 공포는 새 날개 모양으로 장식한 익공계 양식으로 19세기 말의 수법을 보이고 있다. 옆면에 만든 방화벽, 건축재료의 단면 역시 조선 후기의 수법을 나타내고 있으나 기단과 기둥을 받친 초석은 17세기 것으로 추정한다.
작은 크기의 건물이지만 조선 후기 사당 형식을 잘 갖추고 있다.

## 같이 보기
- 충현서원

## 참고 자료
- 오리이원익영우 - 국가유산청 국가유산포털